# Fearless (pesem, Taylor Swift)
»Fearless« je country-pop pesem ameriške pevke in tekstopiske Taylor Swift. Pesem je napisala Taylor Swift v sodelovanju z Liz Rose in Hillary Lindsey, produciral pa jo je glasbeni producentNathan Chapman v sodelovanju s Swiftovo. Založba Big Machine Records je pesem »Fearless« izdala 4. januarja 2010 kot peti in zadnji singl iz drugega glasbenega albuma Taylor Swift, ki je nosil enako ime, kot singl sam (Fearless). Taylor Swift je glasbo za singl napisala med potovanjem za svojo turnejo za promocijo njenega prvega glasbenega albuma, Taylor Swift (2006). Pesem »Fearless« je napisala zato, da bi odrazila svojo neustrašnost glede njene ljubezni, nazadnje pa je svoj drugi glasbeni album poimenovala po tem singlu.
Pesem »Fearless« je v glavnem prejela zadovoljive ocene s strani glasbenih kritikov. Pohvalili so jo, saj naj bi zadovoljila različne starostne skupine; ostali se s tem niso strinjali. V Združene države Amerike je pesem »Fearless« pristala na devetem mestu glasbene lestvice Billboard Hot 100 in prejela zlato certifikacijo s strani organizacije Recording Industry Association of America (RIAA), s čimer je postal prvi singl, ki je prejel zlato certifikacijo s strani organizacije RIAA še preden je uradno izšel. Pesem »Fearless« se je uvrstila na lestvice v Kanadi in Španije. Taylor Swift je s pesmijo nastopila na mnogih prireditvah, vključno s svojo prvo samostojno glasbeno turnejo, imenovano Fearless Tour (2009–10). Fotomontaža turneje Fearless Tour je postala videospot za pesem »Fearless,« ki ga je režiral Todd Cassetty. Videospot vsebuje fotomontažo turneje same in prizore za kamero.

## Ozadje
Pesem »Fearless« je napisala Taylor Swift v sodelovanju z Liz Rose in Hillary Lindsey, produciral pa jo je Nathan Chapman v sodelovanju s Swiftovo. Taylor Swift je pesem zasnovala med tem, ko se je udeležila mnogih turnej kot spremljevalni izvajalec za promocijo njenega prvega glasbenega albuma Taylor Swift (2006). Med pisanjem pesmi ni imela partnerja ali »vsaj postavljanje temeljev za zvezo s komerkoli.« Pesem je napisala potem, ko je analizirala idejo o najboljšem prvem zmenku. Med ustvarjanjem pesmi »Fearless« je Taylor Swift razložila začetek z besedami: »Mislim, včasih, ko pišeš ljubezenske pesmi, ne pišeš zares o tem, kaj se je dogajalo v resničnem dogodku, temveč o dogodku, ki si ga želiš.« Pesem je napisala z mislijo pri dveh konceptih. Taylor Swift je primarni koncept pesmi opisala kot koncept o »neustrašnosti v ljubezni« in o tem, da »neglede na to, kolikokrat si prizadet, se boš vedno ponovno zaljubil.« Drugi koncept pa govori o najboljšem prvem zmenku, za katerega je Taylor Swift dejala, da ga je prvič doživela v času, ko je pisala pesem »Fearless.« Ko je končala pesem, je Taylor Swift razpravljala o osebni definiciji besede »neustrašnost« (»fearless«). Zanjo »neustrašnost ne pomeni, da se ne bojiš ničesar in ne pomeni, da je oseba neprebojna. To pomeni, da imaš ogromno strahov, vendar vseeno skočiš.« To je vplivalo na naslov njenega albuma, Fearless. Pesem je najprej izšla 14. oktobra 2008 kot promocijski singl kot del odlomka iz albuma Fearless, ekskluzivne kampanje za trgovino iTunes Store; kasneje, 4. januarja 2010, je izšel kot peti in zadnji singl iz albuma Fearless.

## Sestava
Pesem »Fearless« je country-pop pesem štirih minut in ene sekunde. Alexis Petridis iz revije The Guardian je žanr pesmi opisal kot »nekako ortodontikalen, popoln pop rock«. Dejal je, da se večina country dela pesmi skriva v besedilu, ki navede besede: »Konj iz enega mesta« (»one horse town«). Pesem je napisana v F-duru, vokali Taylor Swift pa se raztezajo čez dve oktavim od F3 do C5. Temu sledi procesija akordov F–C–G–B♭. Tom Ronald iz revije Great American Country je razložil sporočilo pesmi kot sporočilo, ki »govori o pogumu, ki ga moreš imeti, ko si v zvezi z umetnikom.« Craig Shelburne iz revije CMT News je dejal, da je pesem »Fearless« govorila o enkratnem prvem zmenku. Z druge prespektive pa je Rob Sheffield iz revije Blender dejal, da je besedilo »In ne vem, zakaj, ampak s teboj / Bi plesala v nevihti v svoji najljubši obleki, neustrašno« (»And I don't know why but with you / I'd dance in a storm in my best dress, fearless«) demonstriralo, kako je Taylor Swift uživala v ustvarjanju scene. Dodal je, da ne bi smela uporabiti »česarkoli drugega, da bi plesala v nevihti.«

## Kritični sprejem
Generalno je pesem »Fearless« zadovoljila glasbene kritike, vsaj glede na njihove ocene. Leah Greenblatt iz revije Entertainment Weekly je dejala, da se glasovi Taylor Swift ujemajo z melodijo in instrumentacijo pesmi zaradi, po njenem mnenju, »radiju prijazne sestave«. Heather Phares iz spletne strani Allmusic je pesem označila za eno izmed njenih najljubših pesmi na albumu Fearless. Alice Fisher iz britanske revije The Observer je pesmi »Fearless« čestitala za to, da je postala »ena izmed najboljših pesmi Taylor Swift s perspektivnim besedilom o univerzalni resnici, ob kateri lahko uživajo vse starostne skupine.« Jim Harrington iz revije The San Jose Mercury News je dejal, da je pesem »Fearless« ena izmed redkih pesmi, ki jo poslušajo vse starostne skupine: »Mame in hčere, pa tudi najstniki in parčki, ki so zunaj na zmenku [lahko pojejo] z enako vnemo.« Kontrastno, za Craiga Shellburnea iz revije CMT News je pesem postala moteč element, nič, kar bi bilo všeč odraslim moškim, saj se težko povežejo z njegovim sporočilom. »Ob takih trenutkih bi najraje kar zavil z očmi in nato pogledal po otrocih in si mislil: 'OK, saj razumem',« je še dodal.

## Dosežki na lestvicah
Po izidu pesmi »Fearless« kot promocijski singl je ob koncu tedna 11. novembra 2008 prvič dosegla deveto mesto na lestvici Billboard Hot 100 z 162.000 digitalno prodanimi singli, s čimer je postal eden izmed zaporednih pesmi, ki so na lestvici osvojile prvih deset mest. Ob koncu naslednjega tedna je pesem padla na osemintrideseto mesto lestvice, po štirih tednih pa se na lestvici Billboard Hot 100 ni več pojavila. Po izidu pesmi kot singl se je 13. marca 2010 uvrstil na štiriindevetdeseto mesto lestvice Billboard Hot 100. Na lestvici se je po izidu najvišje uvrstil na sedeminšestdeseto mesto 10. aprila 2010. Pesem je ena izmed trinajstih pesmi iz albuma Fearless, ki se je uvrstila med prvih štirideset pesmi na lestvici Billboard Hot 100, s čimer je Taylor Swift podrla rekord za največ pesmi med prvimi štiridesetimi pesmimi na tej lestvici iz enega albuma. Pesem »Fearless« je na lestvici Billboard Hot 100 preživela petnajst tednov, kjer je imela svoje vzpone in padce. Pesem »Fearless« je dosegla deseto mesto na lestvici Hot Country Songs, s čimer je postal njen deseti zaporedni singl, ki se je uvrstil med prvih deset pesmi na tej lestvici (hkrati se je uvrstil tudi najnižje). Singl se je uvrstil tudi na osemnajsto mesto lestvice Pop 100. Pesem je prejela zlato certifikacijo s strani organizacije Recording Industry Association of America (RIAA) za 500.000 digitalno prodanih kopij. Pesem je bil tudi njen prvi singl, ki je zahvaljujoč digitalni prodaji dobil zlato certifikacijo s strani organizacije RIAA. Ob koncu tedna 29. novembra 2008 se je pesem »Fearless« prvič pojavila na glasbeni lestvici Canadian Hot 100, kjer je dosegla devetinšestdeseto mesto. Tam je ostala še pet tednov. Pesem je dosegla tudi dvaintrideseto mesto na lestvici Spanish Singles Chart.

## Nastopi v živo
Prvi televizijski nastop Taylor Swift pesmi »Fearless« je prišel na vrsto 10. novembra 2008 v oddaji The Late Show with David Letterman. S pesmijo je nastopila tudi v oddajah The Ellen DeGeneres Show in Clear Channel Communications's Stripped. Taylor Swift je s pesmijo nastopila na vseh koncertih svoje prve samostojne turneje, Fearless Tour, ki se je podaljšala še od aprila 2009 do julija 2010. Čez vsak nastop je Taylor Swift spremljala srebrna svetleča se obleka in akustična kitara, na katero je igrala, ko so čez oder leteli projicirani metulji. Alice Fisher iz revije The Observer se je udeležila koncerta 7. maja 2009 v Shepherd's Bush Empire v Londonu, Anglija. Dejala je, da se je med nastopom izključila, saj je »očitno pričaral popoln smisel dekletom v občinstvu.« Jocelyn Vena iz revije MTV News je poročala, da je občinstvo med nastopom na glas pelo besedilo pesmi »Fearless« na koncertu 27. avgusta 2009 v Madison Square Garden v New York.
Mnogi nastopi s turneje so bile vključeni v videospot pesmi »Fearless,« ki ga je režiral Todd Cassetty. Videospot se je premierno predvajal 17. februarja 2010 na CMT-ju. Začne se s Taylor Swift, ki svoji spremljevalni glasbeni skupini pred začetkom nastopa pove: »Fantje, ta turneja je bila najboljša izkušnja v mojem celotnem življenju.« (»You guys, this tour has been the best experience of my entire life.«) Videospot vključuje tudi fotomontažo iz turneje same z njenimi oboževalci izven nastopov ter fotomontažo Taylor Swift in njenega banda na potovanju v sklopu turneje Fearless Tour. Konča se s pevko, ki maha v slovo, ko zapušča oder. Po ogledu videospota je Jocelyn Vena napisala, da je videospot pravzaprav »ljubezensko pismo Swiftove njenim oboževalcem,« saj prikaže »notranje dogajanje v turneji.«

## Seznam verzij
- U.S. Digitalno

1. »Fearless« (verzija z albuma) – 4:01

- U.S. / EU CD Singl

1. »Fearless« (radijska verzija) – 3:42

## Dosežki
| Lestvica (2008 – 10)   | Dosežek |
| ---------------------- | ------- |
| Canadian Hot 100       | 69      |
| Spanish Singles Chart  | 32      |
| U.S. Billboard Hot 100 | 9       |
| U.S. Hot Country Songs | 10      |
| U.S. Pop 100           | 18      |